# Miton
Miton je česká investiční skupina založená v roce 2000. Do jejího portfolia patří internetové společnosti jako Bonami, Glami, Rohlik.cz, Rossum, Driveto nebo Biano. Firmu založili čtyři společníci – Tomáš Matějček, Ondřej Raška, Milan Zemánek a Michal Jirák.[zdroj?] V roce 2013 se stal pátým společníkem Tomáš Hodboď, který společně s skupinou Miton v roce 2007 spouštěl srovnávač Heureka.cz. V roce 2015 se šestým společníkem stal Václav Štrupl, který spolu s skupinou Miton v roce 2012 zakládal firmu Bonami. 

## Projekty
Miton investoval do řady společností:
- 2021 – Campiri, Knihobot, CamperGuru, Nelisa, Uget, Septim, Behavera
- 2020 – Miton Psychonats, Boataround, Donio
- 2018 – Grason, Reas, Scuk, Qerko, Sense Arena, Displate
- 2017 – UlovDomov, Rossum, Driveto (Miton jako spoluzakladatel)
- 2015 – GoOut, Biano (Miton jako spoluzakladatel[1])
- 2014 – Rohlik.cz (Miton jako spoluzakladatel)
- 2013 – Twisto (Miton jako spoluzakladatel), Glami (Miton jako spoluzakladatel), Restu (prodáno 2018 Makru), StartupJobs
- 2012 – Bonami (Miton jako spoluzakladatel), Domodi (prodáno 2018 GWP), DámeJídlo (prodáno 2018 Delivery Hero [2])
- 2010 – Slevomat (prodán 2017 Secret Escapes [3])
- 2008 – Hotel.cz, Turistik, Previo (prodáno 2012 Allegru)
- 2007 – Heureka.cz (Miton jako zakladatel, prodáno 2011 Allegru)
- 2001 – Stable (Miton jako zakladatel)
- 2000 – Stahuj (Miton jako zakladatel, prodáno 2007 Centrum.cz [4])